# Luo Guiping
Dans ce nom chinois, le nom de famille, Luo, précède le nom personnel.
Pour les articles homonymes, voir Luo.
Luo Guiping, née le 20 avril 1993, est un footballeuse chinoise qui évolue au poste de milieu de terrain pour le Guangdong Huijun et pour l'équipe de Chine féminine de football. 

## Carrière internationale
En 2013, Luo a été incluse dans l'effectif de équipe chinoise pour la Coupe féminine valaisanne 2013 en Suisse. Elle est remplaçante au cours des deux matchs,,, l’équipe terminant en deuxième place derrière la Nouvelle-Zélande. 
En mai 2019, elle fait partie de l'équipe chinoise pour la Coupe du monde féminine de football 2019 en France. 